# 彰化市

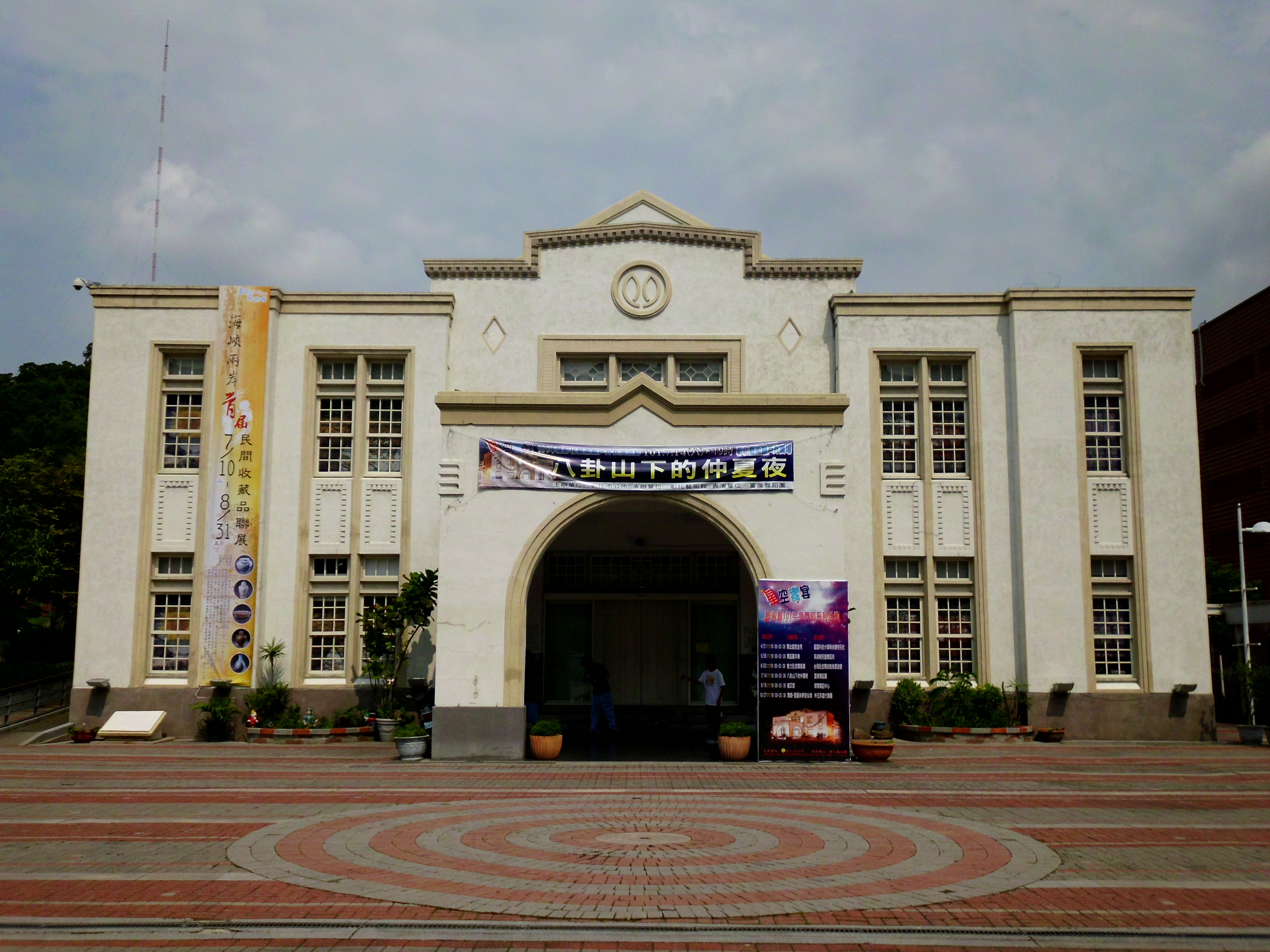
彰化芸術館（旧彰化市公会堂）

彰化市（ジャンホワ/しょうか-し）は中華民国台湾省彰化県の県轄市。彰化県政府の所在地である。

## 地理
緯度と経度：北緯24度04分 東経120度32分

### 行政区
| 地区 | 里 |
| ---- | --- |
| 南   | 延平里、建宝里、光南里、南瑶里、華陽里、永生里、南興里、介寿里、成功里、延和里、桃源里、大同里、彰安里、東興里、福安里、西安里、華北里                                         |
| 西   | 崙平里、莿桐里、民権里、五権里、西勢里、南美里、平和里、西興里、忠孝里、向陽里、磚磘里、万寿里、忠権里、南安里、富貴里、東芳里、長楽里、中央里                                 |
| 北   | 新興里、陽明里、信義里、万安里、中正里、光華里、下廍里、民生里、中山里、卦山里、興北里、光復里、龍山里、文化里、新華里、永福里                                                 |
| 東   | 阿夷里、和調里、竹中里、三村里、福山里、香山里、福田里、茄苳里、古夷里、石牌里、竹巷里、台鳳里、中庄里、快官里、田中里、大竹里、国聖里、安渓里、牛埔里、茄南里、宝廍里、復興里 |

## 歴史
彰化市は昔、台湾原住民平埔族バブザ族の集落「ポアソア社」があったところで、台湾語音でそれを「半線（poaN3-soaN7,ポアソア）」と宛てた。諸羅県に帰属していた。後に清朝政府が「顕彰皇化」という意味を込めた「彰化」に改変した。
1684年、福建沿海居民がこの地に入植を開始し、1723年には諸羅県の中部百余里の地に県を設置する際に「彰化県」と命名され、これが彰化の地名の初見となる。彰化は大陸に近く、また鹿港が貿易の要衝であったことから、彰化は県の政治文化、商業中心地としての地位を占めた。
1895年に台湾が日本統治下に置かれた後、彰化は台中県彰化庁と改編され、その後台中庁と合併し台中支庁が設けられた。1920年には彰化郡が設置され、再び彰化が行政区域名として復活した。1933年に彰化街・南郭庄・大竹庄（おおたけ）の合併により市制を施行し、彰化市が誕生した。
1945年の台湾光復後、彰化市は台湾省の省轄市（現在の市）となったのち、1950年の地方改制により県轄市に改編されて現在に至る。

## 歴代市長

### 日本統治期

#### 彰化市尹
|   | 代         | 氏名       | 就任年     | 退任年 | 備考 |
| 1 | 佐藤房吉   | 1933年12月 | 1935年8月  |        |      |
| 2 | 小山政三郎 | 1935年8月  | 1936年12月 |        |      |
| 3 | 安詮院貞熊 | 1936年12月 | 1939年4月  |        |      |
| 4 | 小島猛     | 1939年4月  | 1940年10月 |        |      |

#### 彰化市長
|   | 代       | 氏名       | 就任年    | 退任年 | 備考 |
| 1 | 小島猛   | 1940年10月 | 1941年1月 |        |      |
| 2 | 大井又次 | 1941年1月  | 1944年1月 |        |      |

### 戦後期

#### 省轄市（地方自治実施前）
|      | 代     | 氏名           | 就任年         | 退任年 | 備考 |
| 暫定 | 石錫勲 | 1945年         | 1945年         |        |      |
| 1    | 韋淡明 | 1945年         | 1945年11月26日 |        |      |
| 2    | 王一麐 | 1945年11月26日 | 1948年4月2日   |        |      |
| 3    | 陳錫卿 | 1948年4月2日   | 1950年10月21日 |        |      |

#### 県轄市（地方自治実施後）
|    | 代     | 氏名       | 党籍                          | 在職期間 | 備考 |
| 1  | 杜錫圭 |            | 1951年7月2日-1954年7月1日     |          |      |
| 2  | 杜錫圭 |            | 1954年7月1日-1957年7月1日     |          |      |
| 3  | 頼通堯 |            | 1957年7月1日-1960年1月17日    |          |      |
| 4  | 頼通堯 |            | 1960年1月17日-1964年3月1日    |          |      |
| 5  | 王山   | 中国国民党 | 1964年3月1日-1968年3月1日     |          |      |
| 6  | 頼志騰 |            | 1968年3月1日-1973年4月1日     |          |      |
| 7  | 王紹義 |            | 1973年4月1日-1977年12月30日   |          |      |
| 8  | 王紹義 |            | 1977年12月30日-1982年3月1日   |          |      |
| 9  | 陳駿青 |            | 1982年3月1日-1986年3月1日     |          |      |
| 10 | 陳文騰 |            | 1986年3月1日-1990年3月1日     |          |      |
| 11 | 葉満盈 | 無所属     | 1990年3月1日-1994年3月1日     |          |      |
| 12 | 葉満盈 | 無所属     | 1994年3月1日-1998年3月1日     |          |      |
| 13 | 陳杰   | 中国国民党 | 1998年3月1日-2002年3月1日     |          |      |
| 14 | 温国銘 | 中国国民党 | 2002年3月1日-2006年3月1日     |          |      |
| 15 | 温国銘 | 中国国民党 | 2006年3月1日-2010年3月1日     |          |      |
| 16 | 邱建富 | 民主進歩党 | 2010年3月1日-2014年12月25日   |          |      |
| 17 | 邱建富 | 民主進歩党 | 2014年12月25日-2018年12月25日 |          |      |
| 18 | 林世賢 | 民主進歩党 | 2018年12月25日-               |          |      |

## 対外関係

### 姉妹都市･提携都市
- ワイオミング（アメリカ合衆国 ミシガン州）- 1983年11月24日
- タルラック（フィリピン共和国 タルラック州）- 1984年11月17日
- サンガブリエル（アメリカ合衆国 カリフォルニア州）- 1986年4月7日

## 教育

### 大学
- 国立彰化師範大学
- 建国科技大学

### 高級中学
- 国立彰化高級中学
- 私立精誠高級中学
- 国立彰化女子高級中学
- 県立彰化芸術高級中学

## 交通

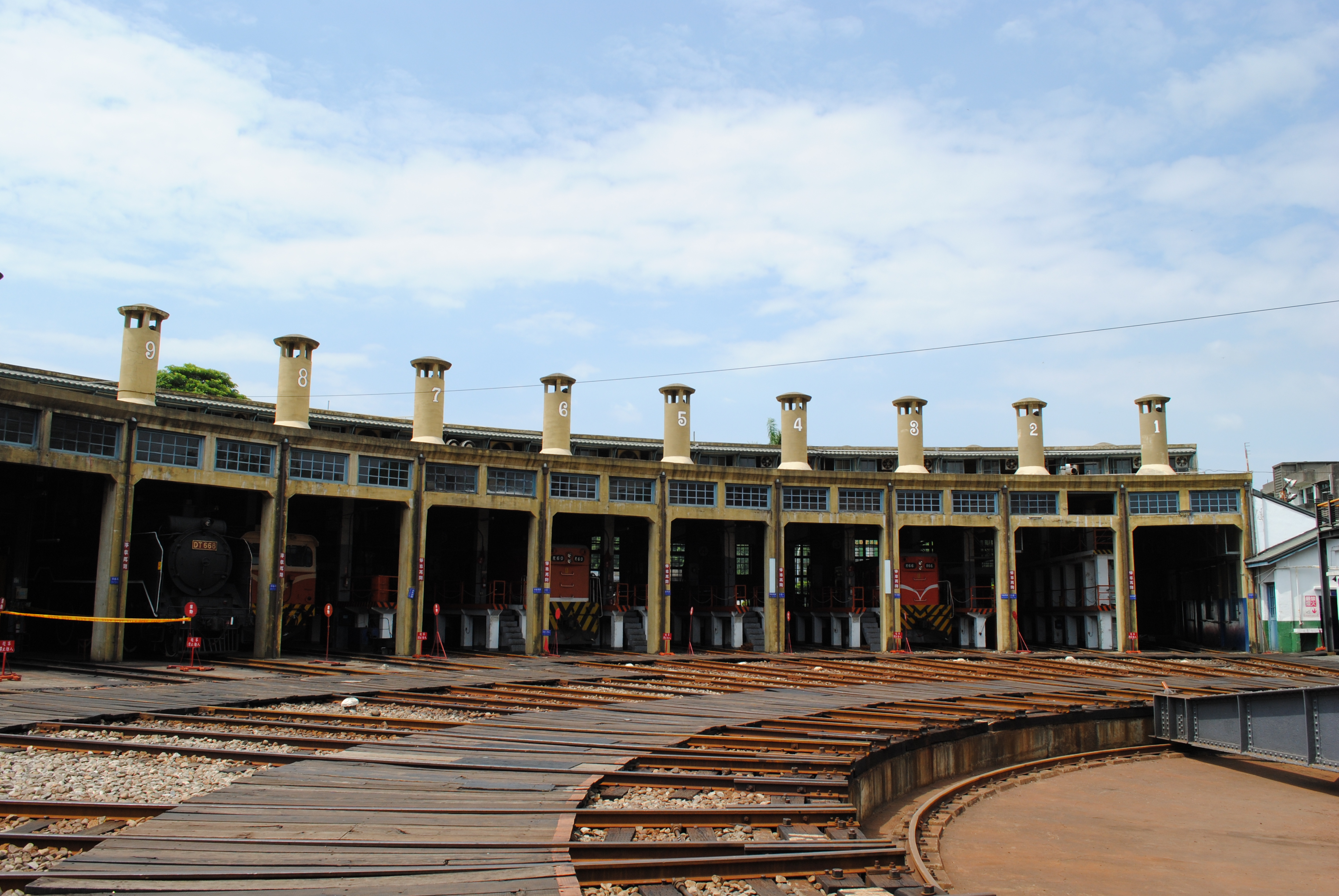
彰化扇形庫

| 種別 | 路線名称                   | その他                    |
| ---- | -------------------------- | ------------------------- |
| 鉄道 | 縦貫線                     | 彰化駅                    |
| 国道 | 国道1号 中山高速道路       | 彰化IC 彰化JCT            |
| 国道 | 国道3号 フォルモサ高速公路 | 快官JCT                   |
| 省道 | 台1線                      |                           |
| 省道 | 台1丙線                    |                           |
| 省道 | 台14線                     |                           |
| 省道 | 台14丙線                   |                           |
| 省道 | 台19線                     |                           |
| 省道 | 台74線                     | 東西向快速公路 彰浜台中線 |
| 省道 | 台74甲線                   | 彰化東外環道              |

## 観光

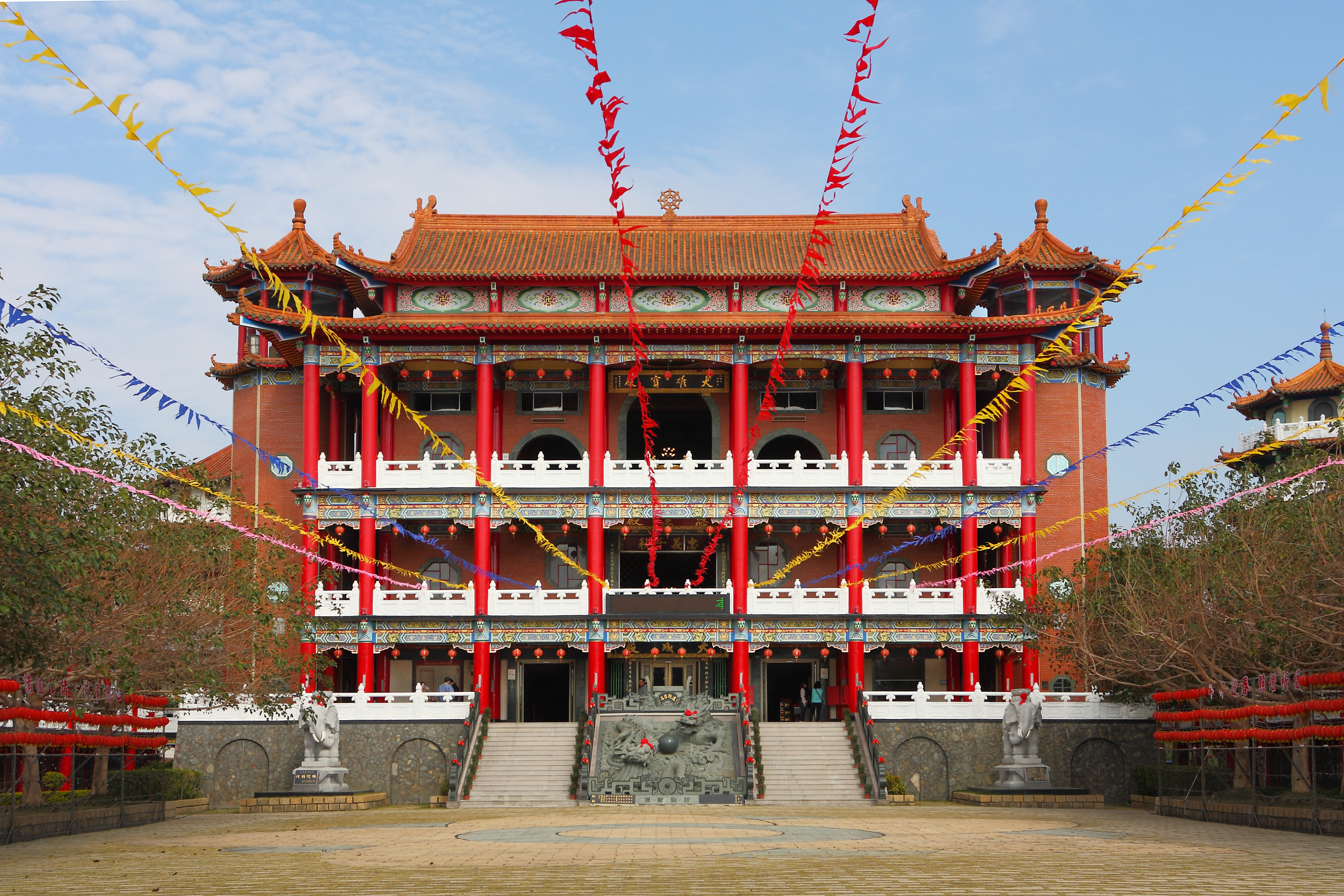
八卦山大仏寺

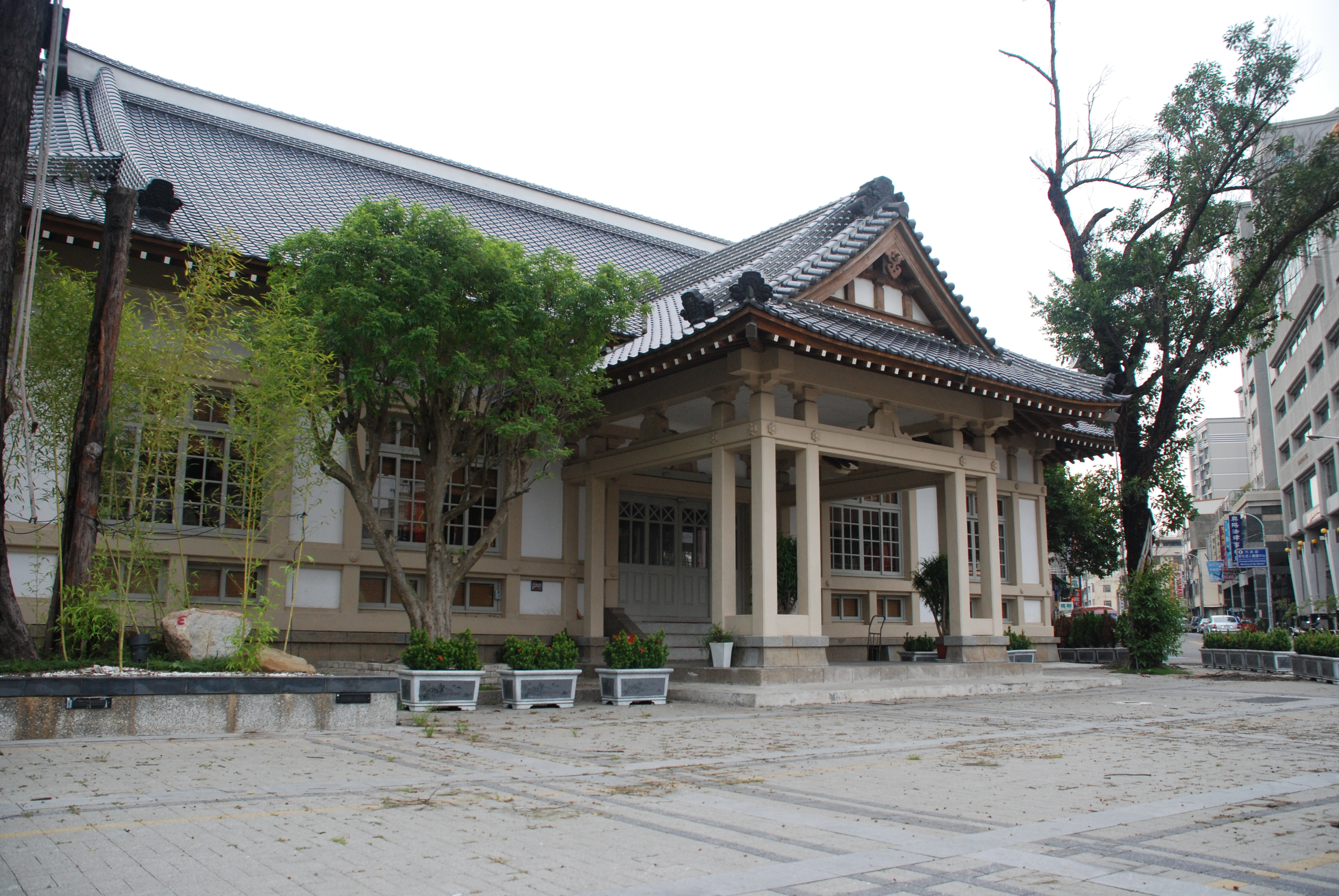
彰化県忠烈祠（旧彰化市武徳殿）

- 八卦山風景区（中国語版）
- 八卦山大仏
- 彰化不老泉（中国語版）
- 八卦山紅毛井（中国語版）
- 彰化孔子廟（中国語版）
- 元清観（中国語版）
- 聖王廟（中国語版）
- 彰化扇形庫
- 頼和（中国語版）記念館
- 小西街
- 銀行山（中国語版）
- 彰化開化寺（中国語版）
- 彰化関帝廟（中国語版）
- 彰化西門福徳祠（中国語版）
- 定光仏廟（中国語版）
- 彰化慶安宮（中国語版）
- 懐忠祠
- 彰化南瑶宮（中国語版）
- 節孝祠（中国語版）
- 彰化市武徳殿（中国語版）
- 彰邑城隍廟（中国語版）
- 彰化梨春園曲館（中国語版）
- 彰化芸術館（旧彰化市公会堂（中国語版））